# Bessatsu Friend
Bessatsu Friend (別冊フレンド, Bessatsu Furendo) é uma revista de mangá shōjo publicada pela Kodansha. Tem como público alvo adolescentes do sexo feminino. A revista é popularmente conhecida pela abreviação Betsufure (別フレ) e é publicada no 8º dia de cada mês.

## Séries atuais
| Título da série                                                              | Autor           | Início            |
| ---------------------------------------------------------------------------- | --------------- | ----------------- |
| Ao Natsu (青Ao-Natsu夏)                                                      | Nanba Atsuko    | Julho de 2013     |
| Chicchai Toki kara Suki dakedo (ちっちゃいときから好きだけど)                | Haruki Saki     | Junho de 2013     |
| Gozen 0-ji, Kiss shi ni Kite yo (午前0時、キスしに来てよ)                    | Mikimoto Rin    | Abril de 2015     |
| Hana-kun to Koisuru Watashi (花君と恋する私)                                 | Kumaoka Fuyu    | Abril de 2011     |
| Kageno datte Seishun Shitai (影野だって青春したい)                           | Kitagawa Yuka   | Maio de 2013      |
| Kamiki Kyoudai Okotowari (神木兄弟おことわり)                                | Onda Yuji       | Junho de 2015     |
| Kamiya-kun to Kamiya-san (神谷くんと神谷さん)                                | Katsuma Ayahito | 2010              |
| Kao ga Ii kara Yurushichau (顔がいいから許しちゃう)                          | Harada Yui      | Março de 2016     |
| Kimi wa Kawaii Onnanoko (きみはかわいい女の子)                               | Ichinohe Rumi   | Agosto de 2015    |
| Kurosaki-kun no Iinari ni Nante Naranai (黒崎くんの言いなりになんてならない) | Makino          | Janeiro de 2014   |
| L♥DK (L♥DK)                                                                  | Watanabe Ayu    | Fevereiro de 2009 |
| Megane Otoko na Kare (メガネ男子な彼)                                        |                 | Fevereiro de 2008 |
| Mikami-sensei no Aishikata (三神先生の愛し方)                                | Aikawa Hiro     | Setembro de 2014  |
| Ouji-sama ni wa Doku ga Aru. (王子様には毒がある。)                          | Yuzuki Jun      | Maio de 2015      |
| P to JK (PとJK)                                                              | Miyoshi Maki    | Dezembro de 2012  |
| Ready, Go! (レディー・ゴー！)                                                | Yoshii Yuu      | 2007              |
| Watashi ga Motete Dousunda (私がモテてどうすんだ)                            | Junko           | Abril de 2013     |

## Séries finalizadas
- Mars
- Yamato Nadeshiko Shichihenge♥
- Kyou no Kira-kun
- Deep Love: Ayu no Monogatari
- Power!!
- Junai Tokkou Taichou!
- Life
- Peach Girl
- Tonari no Atashi
- Akkan Baby
- Vitamin
- Kimi ga Suki
- Coelacanth
- Kimi ni Happiness
- Papillon: Hana to Chou
- Othello
- Otomegokoro
- Deep Love: Host
- Kare wa Tomodachi
- Gakuen Ouji
- Kimi ga Inakya Dame tte Itte
- Gokuraku Seishun Hockey Club
- Kinkyori Renai
- 99% Cacao
- Sprout
- Shiny Doll
- Dear Friends: Rina & Maki
- Suki ni Naranai yo, Senpai
- Eien no With
- Limit
- My Hero!
- 17-sai
- Oboreru Knife
- Seishun Otome Banchou!
- Silent Kiss
- Eden no Hana
- Hajimari no Natsu
- Heaven!!
- Ue kara Kataomoi
- Ura Peach Girl
- Senpai to Kanojo
- 100% no Kimi e
- Koko kara Saki wa NG!
- Ageha
- Seishun Panda!
- 17
- Kimi to Kyun Koi, Shiyou.
- Kimi no Kiss de Me wo Samasu
- H
- Guru Guru Pon-chan